# Церковь Святого Карла Борромео (Пинск)
Церковь Святого Карла Борромео (бел. Касцёл Святога Карла Барамея) — бывший католический храм в городе Пинск, Белоруссия.
Памятник архитектуры в стиле барокко, построен в 1770—1782 годах. В 60-х годах XX века закрыт, в настоящее время в нём располагается концертный зал. В 2013 году отреставрирован. Включён в Государственный список историко-культурных ценностей Республики Беларусь. Адрес — ул. Кирова, д. 37.

## История

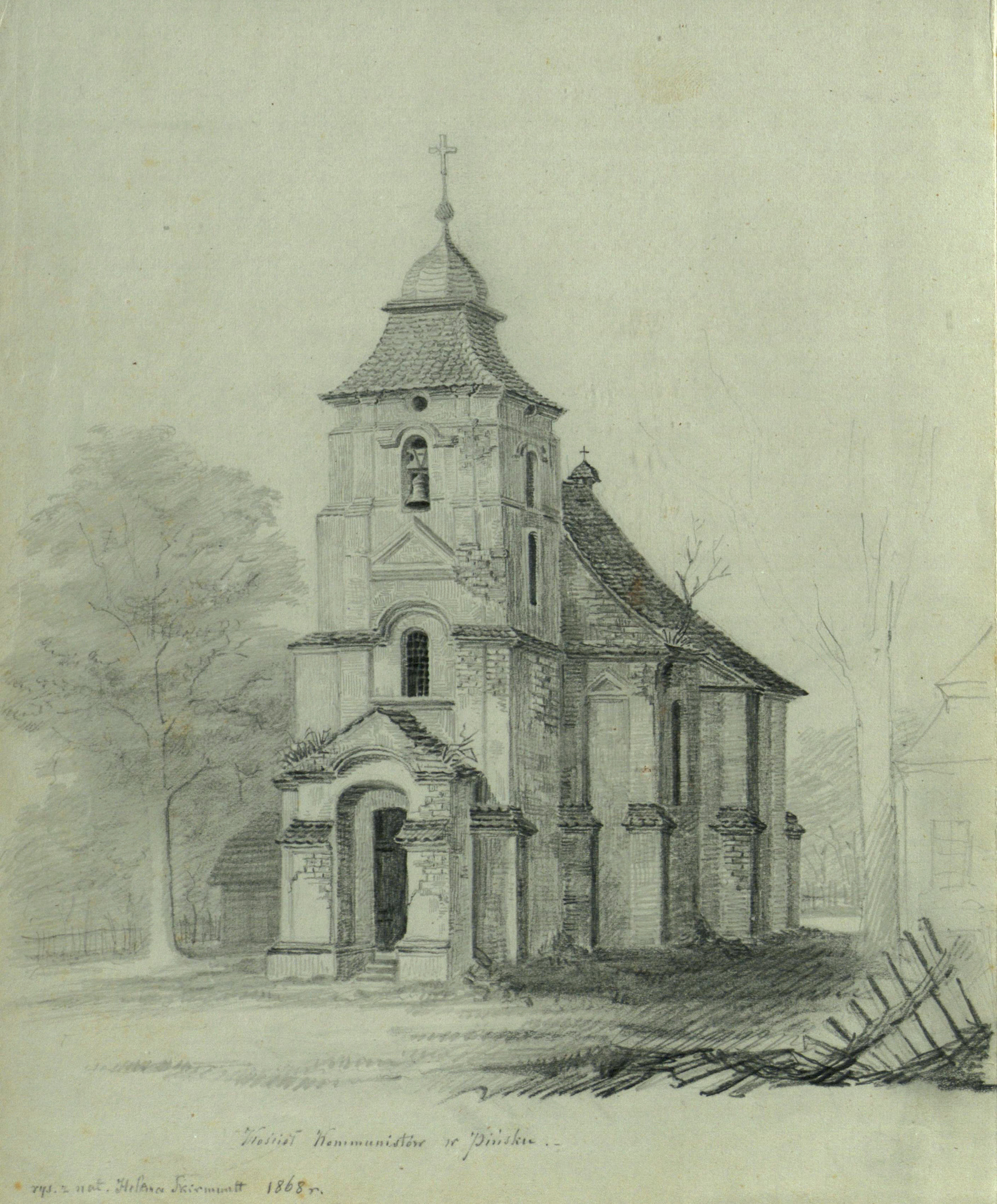
Вид храма в 1860 году

Католический приход в пинском предместье Каролин был основан в 1695 году великим литовским маршалком Яном Каролем Дольским. Тогда же был поставлен деревянный костёл.
В 1756 году в Пинск прибыли священники из общества бартоломитов, также известных как «коммунисты» (священники общества проживали в коммунах). В советский период термин «коммунисты» по отношению к обществу не употреблялся в архитектурных справочниках и прочей литературе из-за ассоциаций с Коммунистической партией. В некоторых источниках бартоломитов называют монахами, что неправильно — члены общества не приносили монашеских обетов и принадлежали к белому духовенству. Возведение каменного храма на средства, собранные бартоломитами-коммунистами шло с 1770 по 1782 год, но его освящение во имя святого Карло Борромео состоялось только в 1784 году.
В конце XVIII века общество бартоломитов пришло в упадок, после смерти в 1836 году последнего настоятеля Исидора Контоновича храм некоторое время пребывал в запустении. Во второй половине XIX века храм отремонтирован и переосвящён во имя Пресвятой Троицы. С 1912 года — филиальный костёл главного пинского католического храма — Вознесения Девы Марии.
После Великой Отечественной войны храм некоторое время действовал, однако в 1960-е годы был закрыт. Здание было превращено в органный зал, в каковом качестве функционирует и поныне. В 2013 году здание было отреставрировано.

## Архитектура

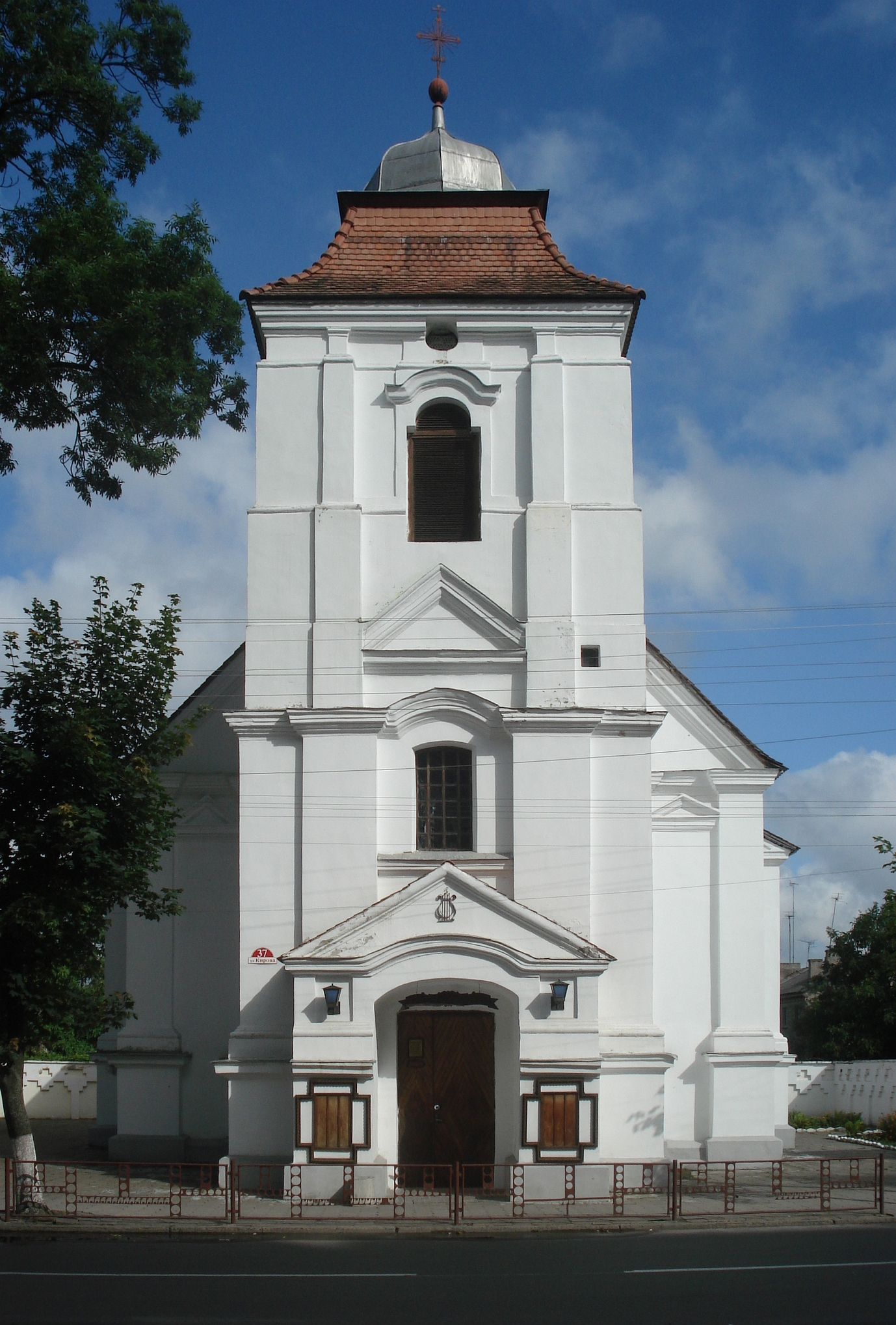
Главный фасад

В архитектуре храма Карла Борромео сочетаются элементы барокко и замкового зодчества. Здание храма — однонефное, безапсидное, с массивными стенами и небольшим трансептом. Толщина стен в отдельных местах превышает два метра. Боковые стены прорезаны небольшими арочными окнами. Неф поделён подпружными арками на три травеи. К храму примыкает двухъярусная барочная колокольня, которая наверху завершается своеобразным шатром с куполом. Декоративное убранство интерьера не сохранилось.